# Gran Premio Industria e Artigianato 1983
Il Gran Premio Industria e Artigianato 1983, diciassettesima edizione della corsa e settima con questa denominazione, si svolse il 23 giugno su un percorso di 208 km, con partenza e arrivo a Larciano. Fu vinto dall'italiano Fabrizio Verza della Gis Gelati-Campagnolo davanti al suo connazionale Sergio Santimaria e al danese Jesper Worre.

## Ordine d'arrivo (Top 10)
| Pos. | Corridore           | Squadra                  | Tempo    |
| ---- | ------------------- | ------------------------ | -------- |
| 1    | Fabrizio Verza      | Gis Gelati-Campagnolo    | 5h23'00" |
| 2    | Sergio Santimaria   | Del Tongo-Colnago        |          |
| 3    | Jesper Worre        | Sammontana-Campagnolo    |          |
| 4    | Riccardo Magrini    | Metauro Mobili-Pinarello |          |
| 5    | Emanuele Bombini    | Malvor-Bottecchia        |          |
| 6    | Giuseppe Petito     | Alfa Lum-Olmo            |          |
| 7    | Raniero Gradi       | Sammontana-Campagnolo    |          |
| 8    | Ennio Vanotti       | Bianchi-Piaggio          |          |
| 9    | Palmiro Masciarelli | Gis Gelati-Campagnolo    |          |
| 10   | Giuliano Biatta     | Mareno-Wilier Triestina  |          |